# Barrage de Golinhac
Le barrage de Golinhac est un barrage français du Massif central, situé dans le département de l'Aveyron, en région Occitanie.

## Description
Le barrage de Golinhac est un barrage hydroélectrique situé dans la moitié nord du département de l'Aveyron, sur le Lot, le plus long affluent de la Garonne. Il est implanté entre les communes de Golinhac et Le Nayrac, en contrebas des lieux-dits le Bac et la Frégière, le long de la route départementale 920.
Long de 114,3 m, il est doté de quatre évacuateurs de crues
L'eau s'écoule par une galerie puis une conduite forcée jusqu'à la centrale de Golinhac, à quatre kilomètres et demi en aval du barrage. Équipée de trois turbines Francis, elle fournit une puissance totale de 45,3 MW, capable de produire annuellement 145 GWh, soit la consommation d'une population résidentielle de 54 000 habitants.

### Lac de retenue
Son lac de retenue, long de six kilomètres s'étend sur 53 hectares retient les eaux du Lot ; le bassin versant drainé y est de 2 051 km2.
Outre les deux communes entre lesquelles est érigé le barrage, la retenue baigne également Estaing et Sébrazac. Elle est également alimentée par quelques ruisseaux, dont le plus important est le ruisseau de Luzane, qui marque la limite territoriale entre Golinhac et Sébrazac.
Le volume total de la retenue est de 5,1 millions de mètres cubes, dont 1,65 million de mètres cubes de volume utile.

## Histoire
La construction du barrage de Golinhac commence en 1957 et s'achève en 1960.
Son usine hydro-électrique est, en matière de puissance produite, la plus importante sur le cours du Lot.
Sa concession arrive à expiration en 2035.

## Caractéristiques
C'est un barrage poids en béton dont les caractéristiques techniques sont les suivantes :
- hauteur (par rapport au lit du cours d'eau) : 32,5 m[4]
- hauteur (par rapport aux fondations) : 35 m
- longueur : 114,3 m
- largeur en crête : 6 m
- largeur à la base : 44,2 m
- puissance installée 45,3 MW[4]
- altitude du réservoir : 310,5 m[3]
- volume du réservoir : 5.1 millions de m3[4]
- superficie du réservoir : 53 hectares[3]

## Galerie

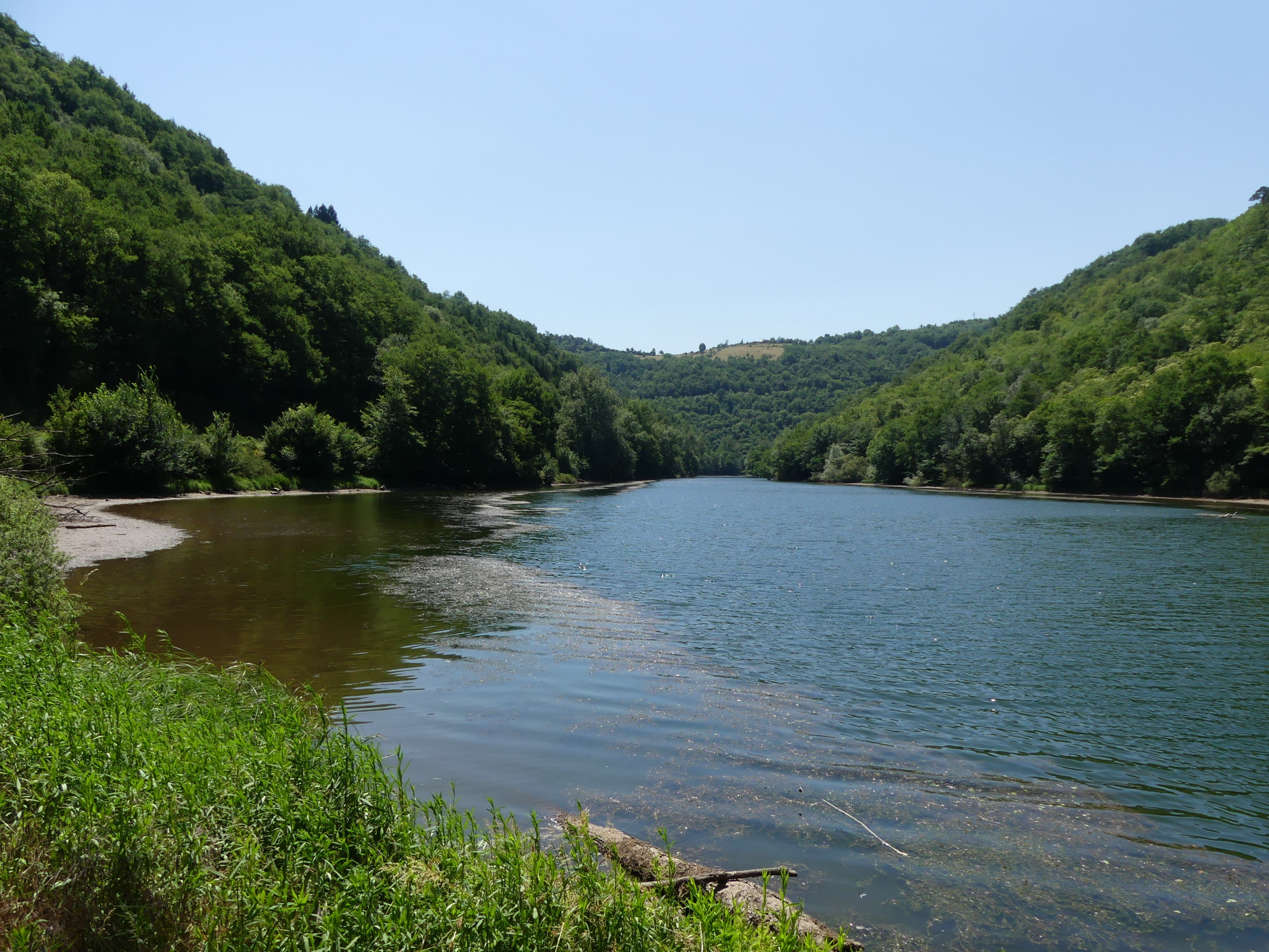
La retenue entre Estaing et Sébrazac ; vue vers l'amont.
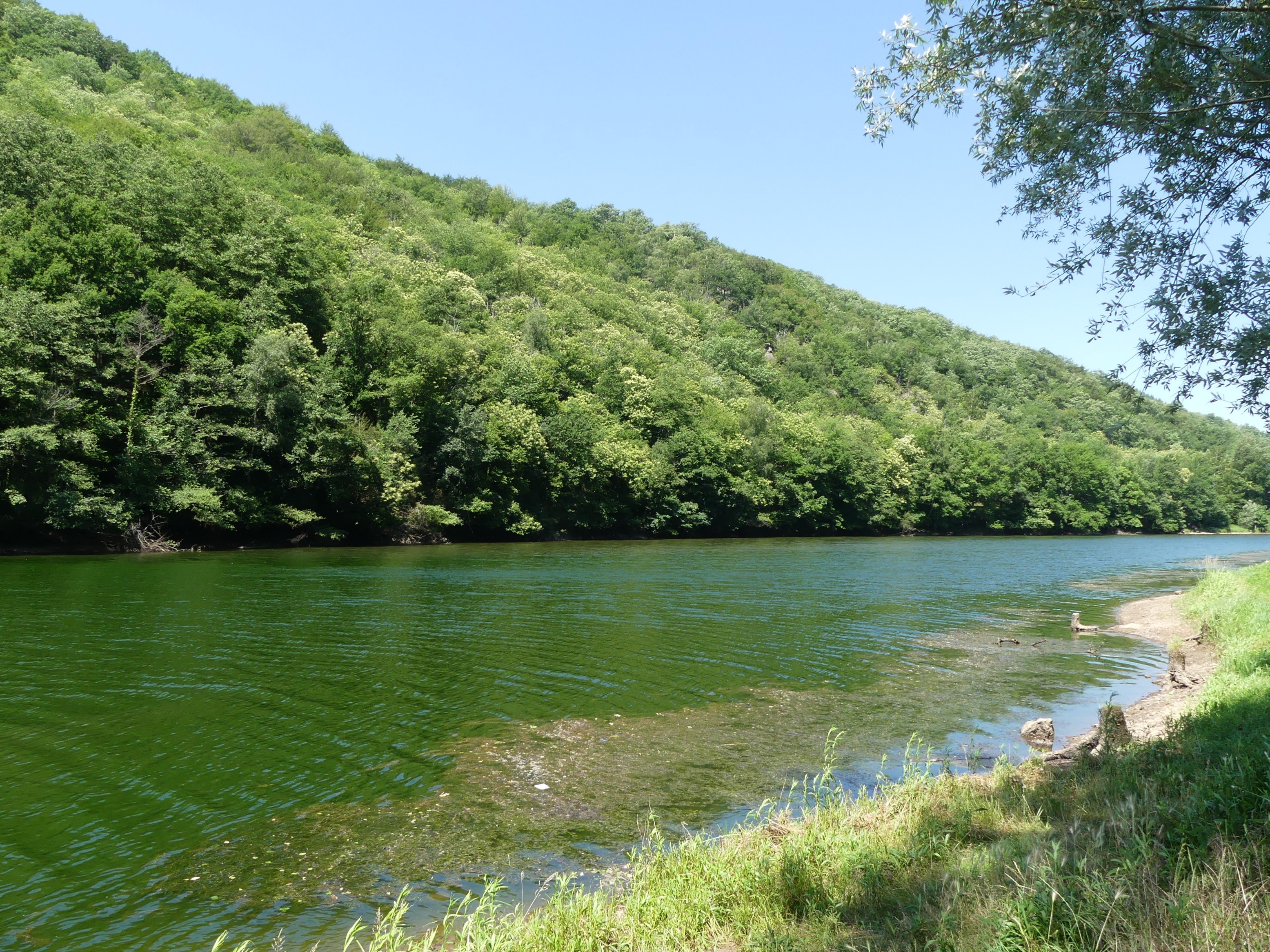
La retenue entre Estaing et Sébrazac ; vue vers l'aval.
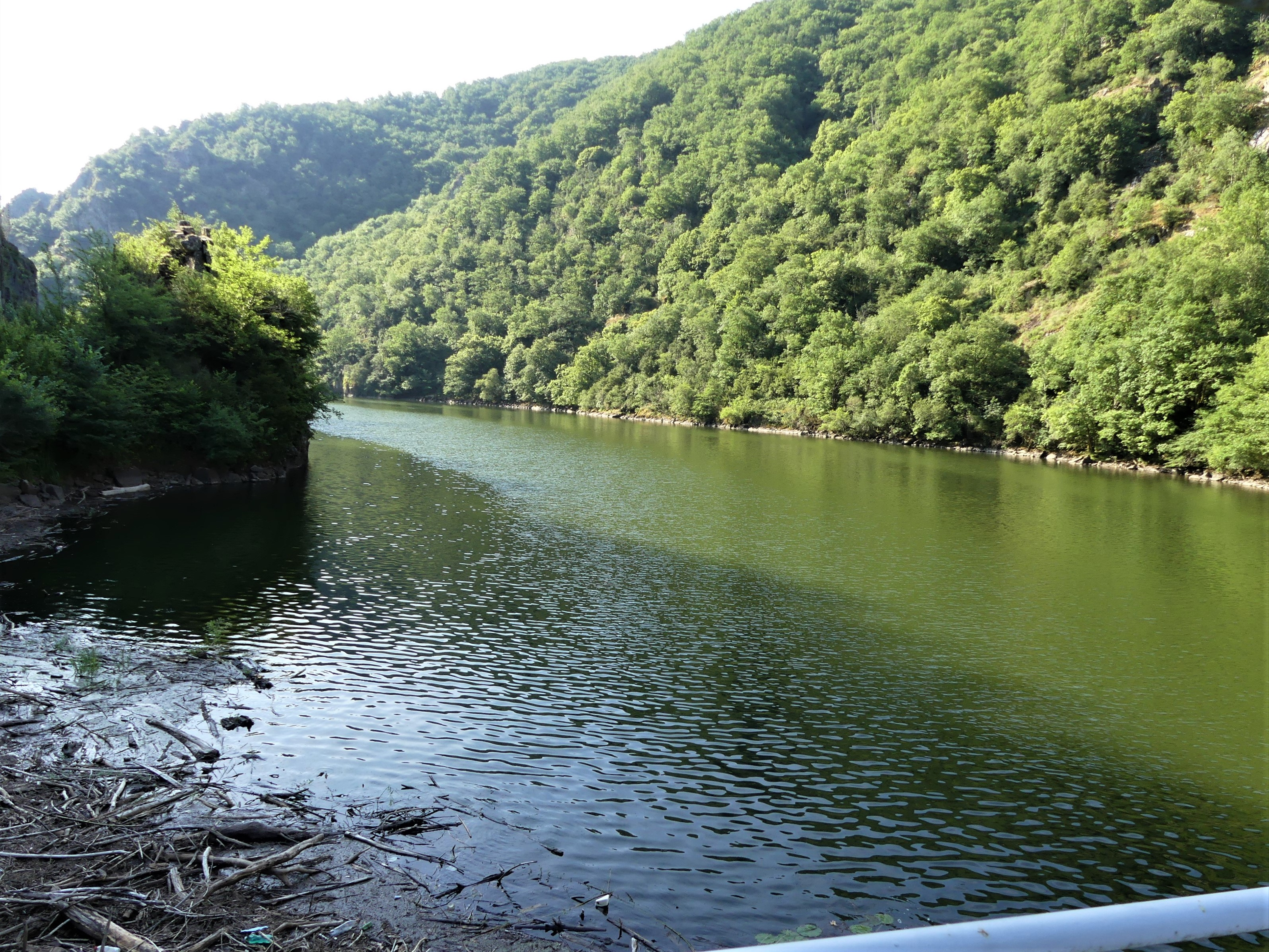
Le Lot juste en amont du barrage.
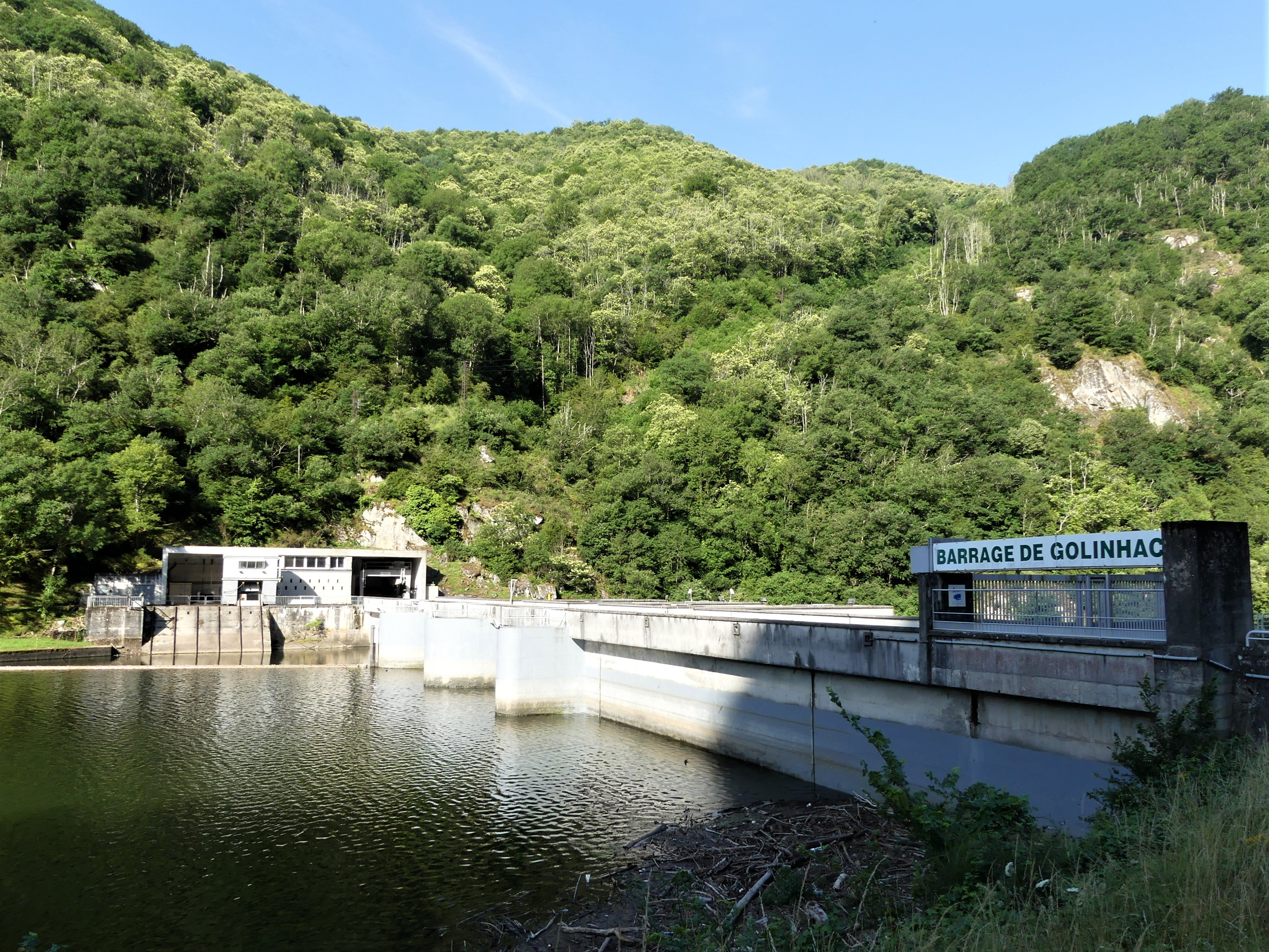
Le barrage.